# Alejandro I de Yugoslavia
Alejandro I de Yugoslavia, llamado el Unificador (Cetiña, 16 de diciembre de 1888-Marsella, 9 de octubre de 1934) fue el rey de los serbios, croatas y eslovenos desde y el primer  rey de Yugoslavia a partir de 1929 y hasta su asesinato, en 1934. Le sucedió su hijo Pedro II.
Alejandro fue una persona de carácter sencillo, maneras afables y vida familiar tranquila. Tras una educación marcada por lo militar y sus duras experiencias durante la Primera Guerra Mundial, en la que acompañó a las tropas serbias, durante la década de 1920 desarrolló una marcada inclinación por el ejercicio personal del poder, un disgusto por las instituciones elegidas y un rechazo a las críticas, que se acentuó durante el último periodo de su reinado, su dictadura (1929-1934).
Intentó lograr la unificación efectiva de Yugoslavia por la fuerza, tras haber contemplado la incapacidad del régimen parlamentario para acabar con las disputas y llevar a cabo políticas de reforma que se consideraban necesarias. Se le acusó, sin embargo, de haber agravado las sucesivas crisis políticas por su tendencia a enfrentar a las diversas formaciones políticas. Su intento de unificación forzada fracasó, dejando sin resolver los graves problemas políticos que acuciaban al país.

## Inicios
Alejandro Karađorđević nació en Cetiña, Principado de Montenegro, en diciembre de 1888. Su abuelo Alejandro, que fue príncipe de Serbia entre 1842 y 1858, había sido expulsado del trono y exiliado. Su padre Pedro, pretendiente al trono, fue voluntario en el ejército francés, combatiendo con distinción en 1870 y, desde 1876, luchando junto a los rebeldes bosnios y ayudando de esta manera al desencadenamiento de la guerra y la participación de sus dinastías rivales serbia y montenegrina. Tras la guerra residió en Ginebra y se casó con Zorka de Montenegro, hija del monarca montenegrino y futura madre de Alejandro.
Alejandro, el menor de los hijos varones, pasó su niñez en Montenegro y estudió en Ginebra. En 1910 casi muere de tifus y desde entonces presentó problemas estomacales. 
Tras el asesinato de Alejandro I de Serbia en 1903, su padre, ya viudo, ascendió al trono de Serbia. Alejandro marchó a San Patersburgo, a formarse en el cuerpo imperial de pages.
El príncipe Alejandro no era el heredero al trono, pero el carácter inestable de su hermano mayor Đorđe (Jorge), motivó que se plantearan serias dudas acerca de la conveniencia de que subiera al trono. En marzo de 1909, Đorđe pateó a un sirviente hasta causarle la muerte e inmediatamente fue obligado a ceder sus derechos al trono a su hermano Alejandro (28 de marzo de 1909). Al principio, mantuvo buenas relaciones con la Mano Negra, cuyos ideales nacionalistas compartía. Por influencia de Dragutin Dimitrijević, fue nombrado inspector general del Ejército, con el que deseaba estrechar lazos. Pronto formó en torno a sí una camarilla de oficiales que le eran afines. Esta camarilla, organizada por el jefe de la guardia real Petar Živković en la Mano Blanca, se enemistó con los oficiales, más influyentes, que encabezaba Dimitrijević. Este logró que el Ministerio de Defensa destinase a sus rivales lejos de la capital.
Durante la primera guerra de los Balcanes, el príncipe Alejandro mandó nominalmente el 1.er Ejército en la victoria de Kumanovo y en la conquista de Bitola, y luego, en la segunda guerra de los Balcanes, luchó bajo el mando del mariscal de campo Radomir Putnik en la decisiva batalla de Bregalnica.

## Regencia: Primera Guerra Mundial
El 24 de junio de 1914, el rey Pedro I de Serbia decidió nombrar Regente al príncipe Alejandro I, alegando su mala salud. El rey había tomado partido en favor de la Mano Negra y de los radicales independientes, que se habían opuesto a que la autoridad civil asumiese el control de los nuevos territorios macedonios conquistados en las guerras de los Balcanes, como deseaba el primer ministro Nikola Pašić. El rey sopesó en un primer momento acceder a destituir a Pašić, pero la intervención del influyente embajador ruso le hizo desistir y ceder sus poderes a Alejandro. Esto ocurrió cuatro días antes de que el archiduque Francisco Fernando, heredero al trono austrohúngaro fuera asesinado en Sarajevo, lo que constituyó el detonante de la Primera Guerra Mundial. Como el primer ministro Pašić se hallaba en campaña electoral a finales de julio cuando el país recibió el ultimátum austrohúngaro, fue Alejandro quien presidió el consejo de ministros que analizó la situación y ordenó la movilización de las tropas. Fue también quien personalmente solicitó el socorro ruso en caso de que estallase la guerra con Austria-Hungría, dada la buena relación que mantenía con el zar Nicolás II. La contienda efectivamente estalló el 28 de julio con el bombardeo de la capital serbia.
El regente Alejandro fue jefe del Real Ejército Yugoslavo durante la Primera Guerra Mundial, y aunque en 1914 sus tropas lograron repeler a las fuerzas austrohúngaras, finalmente fueron derrotadas al año siguiente y tuvieron que retirarse a Corfú, cruzando Albania. En realidad, su mando era teórico y las operaciones dependían del mariscal de campo Radomir Putnik. En la  Primera Guerra Mundial, compartió la derrota serbia junto con el ejército, negándose a ser evacuado por los italianos antes que las tropas serbias pasasen a Corfú y acompañándolas en la larga retirada invernal a través de Albania.
Luego el Ejército Real Yugoslavo se reagrupó y participó en la ofensiva aliada desde Macedonia en 1918. La derrota austrohúngara significó el fin de la guerra en los Balcanes.
Durante la guerra, en 1916, expresó por primera vez oficialmente la idea de la formación de un nuevo estado que agrupase a gran parte de los eslavos del sur, la futura Yugoslavia, que su primer ministro Nikola Pasic no veía con buenos ojos. Asimismo llegó al acuerdo con el presidente del Comité Yugoslavo, Ante Trumbić que se plasmaría en la Declaración de Corfú, base teórica de la futura unión.
A finales de 1918 la asamblea provisional montenegrina le reconoció como su soberano, llevándose así a cabo la unión del Reino de Montenegro con Serbia. Poco después y ante el alarmante avance de las tropas italianas en el Adriático, el 1 de diciembre de 1918, siguiendo un acuerdo previo, representantes del Estado de los Eslovenos, Croatas y Serbios se presentaron ante el regente Alejandro y solicitaron la unificación del Reino de Serbia y del mencionado estado, antes bajo control austrohúngaro. El Regente Alejandro aceptó y nació el Reino de los Serbios, Croatas y Eslovenos. La delegación no presentó condiciones a su solicitud de anexión, aunque éstas sí existían en la Declaración de Corfú. Esta situación, que favoreció las tendencias centralistas serbias de Pasic y sus partidarios y que se plasmaron en la Constitución de Vidovdan de 1921, en parte gracias a la abstención de la oposición croata dirigida por Stjepan Radić. La oposición entre esta postura centralista y la federalista de los croatas, eslovenos y serbios de la antigua Austria-Hungría marcó el reinado de Alejandro.

## Reinado

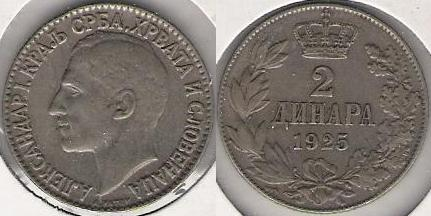
La leyenda de la moneda dice Alejandro I, rey de los serbios, croatas y eslovenos.

El 16 de agosto de 1921, el rey Pedro I murió, y Alejandro se convirtió en Rey de los Serbios, Croatas y Eslovenos. El 8 de junio de 1922 se casó con la princesa María de Rumanía, hija de Fernando I y de María de Edimburgo. De este matrimonio nacieron tres hijos, siendo el primero el príncipe heredero Pedro, le siguieron el príncipe Tomislav y el príncipe Andrés.
En sus primeros años de gobierno Alejandro quedó en un segundo plano, oscurecido por el poder de Pasić. El rey desempeñó un papel fundamental a partir de la muerte de este en 1927. Enfrentando a las diferentes facciones, el rey tendió a favorecer a sus fieles por encima de los demás políticos, rodeándose de figuras más leales al trono que verdaderamente capaces.
Alejandro se fue convenciendo de la imposibilidad de mantener el régimen parlamentario, cada vez más claramente insatisfactorio para resolver los graves problemas del país, aunque sus propias acciones no favorecían el funcionamiento correcto del sistema político.

### Política interior

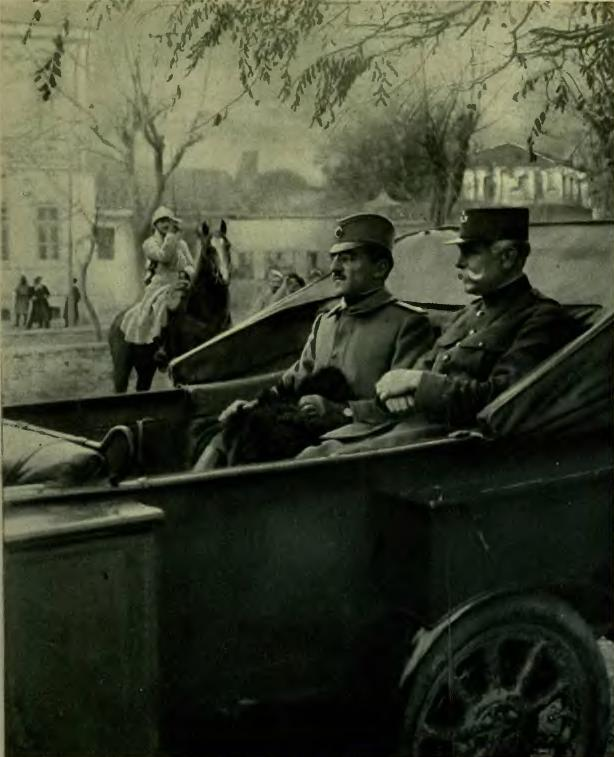
Alejandro, a la izquierda, junto al general francés Maurice Sarrail en Monastir, en el frente de los Balcanes, 1917.

La nueva organización territorial basada en la geografía para superar los regionalismos: las banovinas de 1930.

El 20 de junio de 1928, el parlamentario croata Stjepan Radić recibió un disparo en el Parlamento por parte del parlamentario radical serbio Puniša Račić, que además mató a otros dos representantes croatas. Radić murió varias semanas después a causa de las heridas y su muerte causó conmoción en Croacia, donde el movimiento de separación de Serbia cobró fuerza. Alejandro, a diferencia del gobierno, percibió la gravedad del atentado trató de calmar la tensión, acudiendo a visitar a Radić y comprometiéndose a educar al hijo de su sobrino, muerto también en el parlamento. Se negó, empero, a prescindir de ministros que los croatas consideraban implicados en las muertes y sus concesiones a aquellos fueron insuficientes.
Tras un último intento de concordia con el esloveno Anton Korošec al frente del gobierno, el 6 de enero de 1929, el rey Alejandro I abolió la Constitución, inhabilitó al Parlamento y empezó a acumular poderes dictatoriales. El 3 de octubre convirtió al Reino de los Serbios, Croatas y Eslovenos en el Reino de Yugoslavia, y modificó la organización territorial del Reino (3 de julio de 1930). Ya antes del asesinato el rey estaba convencido de lo inadecuado del sistema democrático como método de gobierno del país, aunque sus tácticas de gobierno tampoco favoreciesen la estabilidad, apoyándose en militares sin ideas políticas y políticos más fieles que capaces.
Los primeros meses del gobierno real, sin embargo, estuvieron marcados por el rigor y la aplicación de reformas muy necesarias para el país (creación del Banco Agrario, obras públicas, unificación legislativa, renovación del funcionariado y de los mandos del ejército, etc).
En julio de 1930 se reorganizó el estado creándose nueve divisiones administrativas basadas en la geografía, aboliéndose las divisiones históricas. Los antiguos partidos políticos quedaron disueltos. Los poderes de los gobernadores provinciales (ban), aunque relevantes en algunos aspectos como política social, obras públicas o finanzas, no sirvieron para contentar a los partidarios de la reforma territorial del Estado, a la vez que se ganaban la hostilidad de los centralistas. La reforma tampoco mejoró la calidad de la administración ni satisfizo los deseos de la población campesina de ver reducido el papel del Estado en su vida cotidiana.
En  septiembre de 1931, Alejandro promulgó una nueva Constitución donde acaparó todo el Poder Ejecutivo y abolió el voto secreto y universal. Los empleados públicos fueron presionados para que votaran por los candidatos oficialistas y el rey designó a la mitad de la Cámara Alta del Parlamento. Asimismo, la nueva constitución prohibía los partidos regionales, religiosos o raciales, restringía los derechos civiles de reunión, asociación y libertad de prensa y concedía al rey el derecho de nombrar o destituir ministros, gobernadores, oficiales del ejército y funcionarios. El gabinete era responsable únicamente ante el monarca. El rey tenía derecho a firmar acuerdos internacionales, a declarar la guerra y a firmar la paz.
Alejandro instauró un régimen dictatorial similar al absolutismo con el fin de fortalecer la unidad del país por la fuerza pero que, en la práctica, perpetuó el predominio de los serbios de la Serbia anterior a la guerra mundial (srbijanci), aunque destruyendo el poder de sus partidos tradicionales y sin lograr acabar con el antagonismo entre la visión centralista del estado de los serbios del antiguo reino y la federalista de los antiguos súbditos austrohúngaros (principalmente de los croatas, pero también de los serbios "austrohúngaros" (prečani) y de los eslovenos). La reforma administrativa que barrió las antiguas fronteras creando nuevas provincias era una de las medidas para lograr la desaparición de los sentimientos nacionalistas antiguos y lograr el nacimiento de uno yugoslavo. La selección de un nuevo Parlamento en 1931 fue un fracaso para el régimen: este no recibió el apoyo popular ni sirvió como cimiento firme de la dictadura.
Aunque al comienzo declaró que la dictadura sería pasajera y únicamente se debía a la necesidad de reorganizar el país, ya en 1930 afirmó que no habría una vuelta a los antiguos partidos ni a la antigua distribución territorial.
En 1931 el empuje y popularidad iniciales de la dictadura real habían desaparecido, dando una sensación de indecisión ante la crisis económica. El régimen, que se enfrentaba principalmente a la crisis económica y al problema de los nacionalismos, no logró resolver ninguno, simplemente acabar con las libertades en el país, establecer un régimen policial y hacer perder al rey el apoyo de la población por las acciones de la dictadura y de los políticos arribistas que le servían.

### Política exterior
A diferencia de la política nacional donde los esfuerzos de Alejandro por unificar el país por la fuerza fracasaron a la postre, su política exterior fue más fructífera.
Mantuvo durante todo su reinado una postura favorable a Francia y a la Pequeña Entente, de la que Yugoslavia formaba parte. Se mantuvo firme ante las pretensiones italianas de influir en la política balcánica y, al final de su vida, llevó a cabo un acercamiento a Bulgaria, tradicional enemigo por la disputa por Macedonia que parecía bien encaminada cuando fue asesinado. Como consecuencia de la mejora de relaciones entre los dos países vecinos las bandas armadas que habían operado en Macedonia desde territorio búlgaro fueron finalmente disueltas y perseguidas, perdiendo el poder que hasta entonces habían detentado sobre el gobierno de Sofía.
Su visita a Turquía favoreció también la creación de la Entente de los Balcanes, que debía reducir la influencia de las grandes potencias en la zona.

## Asesinato
Ya en diciembre de 1933 había fracasado un atentado contra el rey en Zagreb, a manos de los terroristas ustachas, que llevaban años combatiendo violentamente al régimen de Alejandro, que los reprimía con brutalidad.
El 9 de octubre de 1934, el rey Alejandro había viajado a Marsella para estrechar las relaciones entre la Entente de los Balcanes y la Tercera República Francesa. Habiendo muerto tres familiares suyos en días martes, el rey era supersticioso en aparecer en eventos públicos los martes, no obstante, al no tener otra opción, tuvo que romper su propia costumbre ese día. Mientras era conducido por las calles de Marsella, acompañado por el ministro de Relaciones Exteriores francés Louis Barthou, el rey fue asesinado por un terrorista búlgaro llamado Vlado Chernozemski, miembro de las organizaciones nacionalistas de extrema derecha VMRO y la Ustacha. Este le disparó apenas dos veces, muriendo el monarca en el acto. Un general que viajaba en el mismo vehículo también recibió disparos al tratar de reducir al terrorista, y un gendarme también fue asesinado con un tiro en el estómago. Chernozemski fue herido con la espada de uno de los guardaespaldas, y luego fue linchado por la multitud.
Barthou caminó durante casi media hora solo por las calles, y finalmente falleció a causa de la tardanza de la atención médica. Dos mujeres espectadoras también murieron a causa de los disparos, aunque se cree que pudieron ser heridas accidentalmente por los propios policías franceses.
La muerte del Rey Alejandro fue uno de los primeros asesinatos en ser grabados en cinta de cine.
Como el heredero al trono el príncipe Pedro tenía solo once años, el príncipe Pablo Karađorđević se convirtió en Regente.
Luego de la caída del comunismo, los restos del Rey Alejandro I fueron trasladados a un mausoleo en Belgrado, habiendo estado depositados en una iglesia durante la Segunda Guerra Mundial y la Guerra Fría.

## Títulos y tratamientos
Esta tabla aún no está actualizada. Puedes contribuir aportando información sobre títulos y tratamientos de esta persona.

## Distinciones honoríficas

### Distinciones honoríficas yugoslavas
- Caballero Gran Collar de la Orden del Santo Príncipe Lázaro (16/08/1921).
- Soberano Gran maestre de la Orden de la Estrella de Karađorđević (16/08/1921).
- Soberano Gran maestre de la Orden del Águila Blanca (16/08/1921).
- Soberano Gran maestre de la Orden de San Sava (16/08/1921).
- Soberano Gran maestre (y fundador) de la Orden de la Corona (05/04/1930).
- Caballero Gran Cruz de la Orden de la Estrella de Karađorđević [Clase Militar].

### Distinciones honoríficas extranjeras
- Caballero de la Suprema Orden de la Santísima Anunciación (Reino de Italia, 1904).
- Caballero gran cruz de la Orden de los Santos Mauricio y Lázaro (Reino de Italia, 1904).
- Caballero gran cruz de la Orden de la Corona de Italia (Reino de Italia, 1904).